# Кубок африканских наций по пляжному футболу 2013
Квалификация на чемпионат мира по пляжному футболу 2013 для зоны КАФ — отборочный турнир Африки, который определил представителей континента на чемпионате мира по пляжному футболу 2013 в Таити. Турнир проходил с 22 по 26 мая 2013 года в Эль-Джадиде, Марокко впервые. Турнир второй раз проводился в Марокко, после того, как в прошлом году он прошел в другом городе этой страны - Касабланке. Изначально проведение турнира было запланировано с 10 по 14 апреля 2013 года, потом на с 29 мая по 2 июня 2013 года.
Все матчи были сыграны на Mazagan Beach Resort в Эль-Джадиде.

## Участвующие команды
Восемь команд подтвердили своё участие в турнире:
- Кот-д’Ивуар
- Египет
- Гана
- Ливия
- Мадагаскар
- Марокко
- Нигерия
- Сенегал

Принять участие в турнире планировала сборная Уганды, но им пришлось сняться из-за отсутствия финансирования.

## Жеребьёвка
Жеребьёвка, которая разделила восемь команд на две группы по четыре команды была проведена в Mazagan Beach Resort в Эль-Джадиде.

## Групповая стадия
Время начала всех матчей указано по местному времени Эль-Джадиды, (UTC+1).

### Группа A
| Команда    | И | В | В+ | П | ГЗ | ГП | +/- | О |
| ---------- | - | - | -- | - | -- | -- | --- | - |
| Сенегал    | 3 | 3 | 0  | 0 | 21 | 8  | +13 | 9 |
| Марокко    | 3 | 2 | 0  | 1 | 17 | 8  | +9  | 6 |
| Мадагаскар | 3 | 1 | 0  | 2 | 16 | 16 | 0   | 3 |
| Гана       | 3 | 0 | 0  | 3 | 8  | 30 | -22 | 0 |

| Сенегал                                                                          | 7 : 3 | Мадагаскар                                           |
| -------------------------------------------------------------------------------- | ----- | ---------------------------------------------------- |
| B. Fall 4′ · N. Sylla 14′, 23′ · P. Koukpaki 28′, 31′ · M. Sylla 31′ · C. Ba 33′ | Отчет | 11′ G. Oscar · 35′ T. Rabehasimbola · 35′ D. Fabrice |

| Гана                     | 2 : 9 | Марокко                                                                                       |
| ------------------------ | ----- | --------------------------------------------------------------------------------------------- |
| D. Sapper 5′ · Lawer 26′ | Отчет | 5′, 23′, 34′ Nassim · 12′ Boulakouaba · 12′, 14′ Anas · 14′ El Hamidy · 18′ Gio · 26′ Briguel |

| Сенегал                                                                                                | 11 : 3 | Гана                           |
| --- | ------ | ------------------------------ |
| N. Sylla 1′, 1′, 5′ · P. Koukpaki 2′, 21′ · C. Ba 15′, 33′ · Thioub 15′, 25′ · Ndour 18′ · B. Fall 35′ | Отчет  | 1′, 17′ N. Lamptey · 23′ Lawer |

| Марокко                                                           | 6 : 3 | Мадагаскар                                |
| ----------------------------------------------------------------- | ----- | ----------------------------------------- |
| Boulakouaba 4′ · Brigel 6′ · Nassim 16′, 32′, 34′ · El Hamidy 19′ | Отчет | 21′, 25′ T. Rabehasimbola · 32′ Bernardin |

| Мадагаскар                                                                                               | 10 : 3 | Гана                          |
| --- | ------ | ----------------------------- |
| G. Oscar 5′ · Bernardin 11′ · Flavien 16′ · Anderson 24′, 30′ · T. Rabehasimbola 31′, 31′, 33′, 34′, 36′ | Отчет  | 14′, 31′ Kofi · 18′ D. Sapper |

| Марокко                | 2 : 3 | Сенегал                                   |
| ---------------------- | ----- | ----------------------------------------- |
| Esaadi 6′ · Brigel 10′ | Отчет | 1′ P. Koukpaki · 14′ N. Sylla · 15′ C. Ba |

### Группа B
| Команда     | И | В | В+ | П | ГЗ | ГП | +/- | О |
| ----------- | - | - | -- | - | -- | -- | --- | - |
| Кот-д’Ивуар | 3 | 3 | 0  | 0 | 14 | 9  | +5  | 9 |
| Нигерия     | 3 | 2 | 0  | 1 | 20 | 13 | +7  | 6 |
| Египет      | 3 | 1 | 0  | 2 | 13 | 15 | -2  | 3 |
| Ливия       | 3 | 0 | 0  | 3 | 11 | 21 | -10 | 0 |

| Кот-д’Ивуар                            | 4 : 1 | Египет  |
| -------------------------------------- | ----- | ------- |
| Sakanoto 4′ · David 12′, 14′ · Aka 22′ | Отчет | 19′ Aly |

| Ливия                                    | 4 : 8 | Нигерия                                                          |
| ---------------------------------------- | ----- | ---------------------------------------------------------------- |
| Hani 15′ · Shushan 15′, 33′ · Kharif 26′ | Отчет | 1′ Emmanuel · 3′, 3′, 21′ Olawale · 9′, 23′, 29′ Emeka · 35′ Abu |

| Кот-д’Ивуар                                            | 5 : 4 | Ливия                                    |
| ------------------------------------------------------ | ----- | ---------------------------------------- |
| David 10′ · Dago 19′ · Sakanoko 27′, 28′ · Ludovic 35′ | Отчет | 1′ Hani · 2′, 4′ Howssein · 12′ Mohammed |

| Нигерия                                            | 8 : 4 | Египет                                  |
| -------------------------------------------------- | ----- | --------------------------------------- |
| Badmus 11′, 19′ · Abu 13′, 21′, 26′, 23′, 23′, 26′ | Отчет | 22′ El Agouz · 26′, 33′ Aly · 31′ Osman |

| Нигерия                               | 4 : 5 | Кот-д’Ивуар                             |
| ------------------------------------- | ----- | --------------------------------------- |
| Padmus 17′ · Emeka 18′ · Abu 19′, 27′ | Отчет | 15′, 18′, 30′ Sakanoto · 28′, 36′ David |

| Египет                                                             | 8 : 3 | Ливия                        |
| ------------------------------------------------------------------ | ----- | ---------------------------- |
| Abo Serie 3′, 10′, 20′ · Aly 14′, 14′, 25′ · Osman 32′ · Sayed 36′ | Отчет | 3′ Bdiri · 29′, 36′ Mohammed |

## Плей-офф
|  | Полуфиналы | Полуфиналы  | Полуфиналы  | Полуфиналы  | Полуфиналы  | Полуфиналы  | Полуфиналы  | Полуфиналы  | Полуфиналы  | Полуфиналы |     |         | Финал   | Финал       | Финал       | Финал       | Финал       | Финал       | Финал       | Финал       | Финал       | Финал |
|  |            |             |             |             |             |             |             |             |             |            |     |         |         |             |             |             |             |             |             |             |             |       |
|  | A1         | Сенегал     | Сенегал     | Сенегал     | Сенегал     | Сенегал     | Сенегал     | Сенегал     | Сенегал     | 9          |     |         |         |             |             |             |             |             |             |             |             |       |
|  | A1         | Сенегал     | Сенегал     | Сенегал     | Сенегал     | Сенегал     | Сенегал     | Сенегал     | Сенегал     | 9          |     |         |         |             |             |             |             |             |             |             |             |       |
|  | B2         | Нигерия     | Нигерия     | Нигерия     | Нигерия     | Нигерия     | Нигерия     | Нигерия     | Нигерия     | 8          |     |         |         |             |             |             |             |             |             |             |             |       |
|  |            |             |             |             |             |             |             |             |             |            | SF1 | Сенегал | Сенегал | Сенегал     | Сенегал     | Сенегал     | Сенегал     | Сенегал     | Сенегал     | 4           |             |       |
|  |            |             |             |             |             |             |             |             |             |            | SF1 | Сенегал | Сенегал | Сенегал     | Сенегал     | Сенегал     | Сенегал     | Сенегал     | Сенегал     | 4           |             |       |
|  |            |             |             |             |             |             |             |             |             |            |     |         | SF2     | Кот-д’Ивуар | Кот-д’Ивуар | Кот-д’Ивуар | Кот-д’Ивуар | Кот-д’Ивуар | Кот-д’Ивуар | Кот-д’Ивуар | Кот-д’Ивуар | 1     |
|  | B1         | Кот-д’Ивуар | Кот-д’Ивуар | Кот-д’Ивуар | Кот-д’Ивуар | Кот-д’Ивуар | Кот-д’Ивуар | Кот-д’Ивуар | Кот-д’Ивуар | 5          |     |         | SF2     | Кот-д’Ивуар | Кот-д’Ивуар | Кот-д’Ивуар | Кот-д’Ивуар | Кот-д’Ивуар | Кот-д’Ивуар | Кот-д’Ивуар | Кот-д’Ивуар | 1     |
|  | B1         | Кот-д’Ивуар | Кот-д’Ивуар | Кот-д’Ивуар | Кот-д’Ивуар | Кот-д’Ивуар | Кот-д’Ивуар | Кот-д’Ивуар | Кот-д’Ивуар | 5          |     |         |         |             |             |             |             |             |             |             |             |       |
|  | A2         | Марокко     | Марокко     | Марокко     | Марокко     | Марокко     | Марокко     | Марокко     | Марокко     | 4          |     |         |         |             |             |             |             |             |             |             |             |       |
|  | A2         | Марокко     | Марокко     | Марокко     | Марокко     | Марокко     | Марокко     | Марокко     | Марокко     | 4          |     |         |         |             |             |             |             |             |             |             |             |       |
|  |            |             |             |             |             |             |             |             |             |            |     |         |         |             |             |             |             |             |             |             |             |       |

|  | Матч за 3-е/4-е место |         |         |         |         |         |         |         |         |   |
|  |                       |         |         |         |         |         |         |         |         |   |
|  | SF1                   | Нигерия | Нигерия | Нигерия | Нигерия | Нигерия | Нигерия | Нигерия | Нигерия | 2 |
|  | SF1                   | Нигерия | Нигерия | Нигерия | Нигерия | Нигерия | Нигерия | Нигерия | Нигерия | 2 |
|  | SF2                   | Марокко | Марокко | Марокко | Марокко | Марокко | Марокко | Марокко | Марокко | 7 |
|  | SF2                   | Марокко | Марокко | Марокко | Марокко | Марокко | Марокко | Марокко | Марокко | 7 |

### Полуфиналы
| Сенегал                                                                          | 9 : 8 | Нигерия                                                              |
| -------------------------------------------------------------------------------- | ----- | -------------------------------------------------------------------- |
| N. Sylla 8′, 16′ · P. Koukpaki 10′, 23′ · C. Ba 12′, 30′, 33′ · B. Fall 13′, 19′ | Отчет | 11′ E. Ogbonnaya · 15′, 24′, 26′, 36′ A. Abu · 20′, 23′, 33′ V. Tale |

| Кот-д’Ивуар | 5 : 4 | Марокко |
| ----------- | ----- | ------- |
|             | Отчет |         |

### Матч за 3-е место
| Нигерия         | 2 : 7 | Марокко                                                                          |
| --------------- | ----- | -------------------------------------------------------------------------------- |
| A. Abu 15′, 16′ | Отчет | 2′ Brigel · 9′, 28′ N. El Hadaoui · 11′, 19′, 30′ A. El Hadaoui · 36′ A. Lahmidi |

### Финал
| Сенегал | 4 : 1 | Кот-д’Ивуар |
| ------- | ----- | ----------- |
|         | Отчет |             |

## Победитель
| Победитель квалификации чемпионата мира по пляжному футболу 2013 (КАФ) |
| Сенегал Третий титул                                                   |

## Индивидуальные награды
| Лучший игрок (MVP) | Лучший игрок (MVP) | Лучший игрок (MVP) |
| ------------------ | ------------------ | ------------------ |
| Нассим Эль Хадаоуи |                    |                    |
| Лучший бомбардир   |                    |                    |
| Азиз Абу           |                    |                    |
| 12 голов           |                    |                    |
| Лучший вратарь     |                    |                    |
| Эль Сейни Ндиайе   |                    |                    |

## Команды прошедшие квалификацию
|           | Команда     |
| --------- | ----------- |
| 1-е место | Сенегал     |
| 2-е место | Кот-д’Ивуар |

## Итоговое положение команд
| Место | Команда     |
| ----- | ----------- |
| 1     | Сенегал     |
| 2     | Кот-д’Ивуар |
| 3     | Марокко     |
| 4     | Нигерия     |
| 5     | Мадагаскар  |
| 6     | Египет      |
| 7     | Ливия       |
| 8     | Гана        |